# Eupithecia borealis
Eupithecia borealis es una especie de polilla de la familia Geometridae. La especie fue descrita por primera vez por George Duryea Hulst habiendo sido descrita en 1900, con distribución en América del Norte. El holotipo de la especie fue descrita en Manitoba. La envergadura es de unos 14 milímetros (0,6 plg). Las alas anteriores son de color marrón claro con líneas cruzadas negruzcas. Se han registrado adultos volando de mayo a agosto.